# Zoë Lund
Zoë Lund (* 9. Februar 1962 als Zoë Tamerlis in New York City; † 16. April 1999 in Paris) war eine amerikanische Schauspielerin und Drehbuchautorin.

## Leben
Zoë Lund wurde im Jahr 1962 in New York City als Zoë Tamerlis geboren. Ihre Mutter Barbara Lekberg war Bildhauerin, und Lund selbst in jungen Jahren eine passionierte Musikerin und Komponistin. Im Alter von 17 Jahren kam sie zum Film, als sie in Abel Ferraras Die Frau mit der 45er Magnum die Hauptrolle übernahm. In diesem 1981 veröffentlichten Rape-and-Revenge-Film spielt sie eine stumme Näherin, die eines Abends auf dem Nachhauseweg zweimal vergewaltigt wird und in Folge sämtliche Männer erschießt, welche sie oder andere Frauen belästigen.
Ihre nächste Hauptrolle hatte sie im Thriller Special Effects (dt.: Hollywood Kills) von Larry Cohen aus dem Jahr 1984. Dort spielt sie einerseits eine Schauspielerin, die von einem Regisseur umgebracht wird, und danach deren Doppelgängerin. Es folgten Auftritte in den Fernsehserien Miami Vice und Hothouse (1988), sowie im Kurzfilm The Houseguest. In der Komödie Exquisite Corpses aus dem Jahr 1989 verkörperte sie eine Nachtclub-Sängerin und Tänzerin.
Danach war sie an einem weiteren Projekt von Abel Ferrara beteiligt. Für den 1992 veröffentlichten Bad Lieutenant schrieb sie zusammen mit Ferrara das Drehbuch und übernahm eine kleine Rolle als Drogensüchtige, die zusammen mit einem korrupten Polizisten Heroin konsumiert, letzterer gespielt von Harvey Keitel. Lund, selbst heroinsüchtig, sollte dies als ihren persönlichsten Film bezeichnen.
Zoë Lund war in den 1980ern die Assistentin und Partnerin des 40 Jahre älteren Underground-Filmemachers Yves de Laurot. Später war sie verheiratet mit Robert Lund und übernahm dessen Nachnamen. Daneben war sie auch als Zoë Tamerlaine bekannt. Am 16. April 1999 starb die jahrelang heroinsüchtige Zoë Lund im Alter von 37 Jahren in Paris an Herzversagen.

## Filmografie
- 1981: Die Frau mit der 45er Magnum
- 1984: Hollywood Kills (Special Effects)
- 1985: Miami Vice (Fernsehserie, 1 Folge)
- 1988: Hothouse (Fernsehserie, 7 Folgen)
- 1989: Exquisite Corpses
- 1989: The Houseguest (Kurzfilm)
- 1992: Bad Lieutenant (auch Drehbuch)
- 1993: Hot Ticket (Kurzfilm)
- 1994: Dreamland